# Коммерсон, Филибер
Филибе́р Коммерсо́н  (фр. Philibert Commerson; 18 ноября 1727, Шатийон-сюр-Домб — 13 марта 1773, остров Маврикий) — французский ботаник, медик и естествоиспытатель. Так много сделал в области изучения флоры Маврикия, что его называют отцом маврикийской ботаники. 

## Биография
Получив медицинское образование в Монпелье, где некоторое время практиковал, в 1756 году он переселился в Шатийон-сюр-Шаларон, где основал ботанический сад.

Коммерсон совершил несколько путешествий с научными целями, изучал и описывал средиземноморских рыб, переписываясь при этом с Карлом Линнеем. 

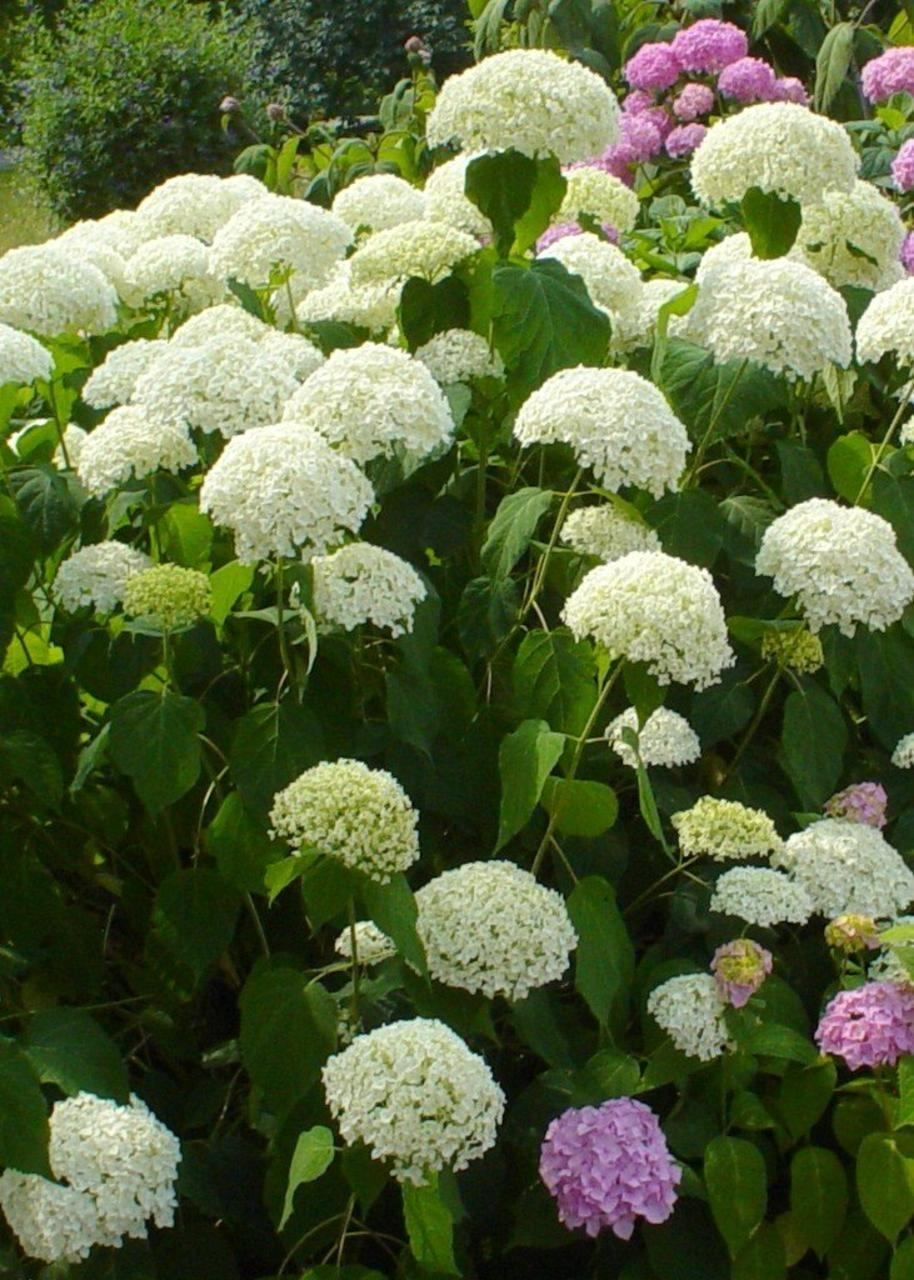
Этому цветку Коммерсон дал название гортензия

В 1766 году Коммерсон присоединился к экспедиции Бугенвиля,  и побывал в Африке, Южной Америке и Океании, открыв за время путешествия около 160 новых видов и семейств растений. При возвращении экспедиции Бугенвиля во Францию Коммерсон остался на Маскаренских островах для изучения тамошней растительности. 
Во времена Коммерсона управляющим островов Иль-де-Франс (современный Маврикий) и Иль-Бурбон (ныне Реюньон) был Пьер Пуавр. Поместье господина Пуавра носило название Монплезир и стало одним из первых в южном полушарии ботанических садов.  Хозяин собирал здесь тропические растения из разных мест. Коммерсон передал в дар деревья из Южной Америки, с Таити и других островов Океании. Пуавр и Коммерсон вставали очень рано, прогуливались по саду, обсуждали, правильно ли размещены деревья, Коммерсон давал советы об их наилучшем сочетании. В поместье господина Пуавра путешественников встретил морской инженер Жак-Анри Бернарден де Сен-Пьер, с которым Коммерсон стал поддерживать хорошие отношения. Он наметил провести подробные исследования внутренних областей Иль-де-Франса, а также прибрежных его вод, ибо он был не только ботаником, но и ихтиологом. После отъезда Пуавра новый интендант лишил ученого какой-либо поддержки, и Коммерсон вынужден был искать пристанища для себя и места для своего гербария, содержавшегося в 32 больших ящиках. Он уезжает на Бурбон, затем посещает Мадагаскар и возвращается в конце концов на Иль-де-Франс с новыми образцами растений, однако с подорванным здоровьем. 
Умер в поместье Ретре, расположенном в равнинной провинции Флак, в возрасте 45 лет. Преждевременная смерть учёного сделала невозможным составление полного отчёта по его ботаническим трудам, причём большая часть заметок и коллекций Коммерсона оказалась утраченной. Его слуга и помощник Жан Барре привёз с собой в Париж тридцать ящиков гербария, где фигурировали многие растения, ранее неизвестные в Европе; ныне эта коллекция принадлежит Музею естественной истории. В действительности Жан был Жанной, принявшей мужское имя и носившей мужское платье, поскольку устав запрещал женщинам находиться на военном корабле. Жанна Барре считается первой женщиной, совершившей путешествие вокруг света.

## Память
В честь Филибера Коммерсона названы:
- Роды Коммерсония (Commersonia J.R.Forst. & G.Forst.) и Умбертия (Humbertia Lam.) и более 100 видов растений.
- Кратер в массиве вулкана Питон-де-ла-Фурнез, на острове Реюньон.
- Аллея в Ботаническом саду Памплемус, где также находится обелиск в его честь.
- В честь Коммерсона назван дельфин Коммерсона (Cephalorhynchus commersoni), открытый Коммерсоном во время экспедиции Бугенвиля в Магеллановом проливе.